# Wolfsbane
Wolfsbane är en musikgrupp (heavy metal) från Tamworth i England. Gruppen var aktiv från 1985 till 1994, då sångaren Blaze Bayley gick till Iron Maiden.
Gruppen producerade tre demoskivor, Wolfsbane (1985), Dancin' Dirty (1987) och Wasted but Dangerous (1988), innan deras första album, Live Fast, Die Fast, gavs ut. Albumet producerades av Rick Rubin.
År 1990 var de förband till Iron Maiden under deras nionde världsturné, No Prayer on the Road. Wolfsbane gjorde totalt 21 spelningar med Iron Maiden i tre olika länder. Det var under denna tidpunkt som Steve Harris noterade Blaze Bayley.
Wolfsbanes skivbolag Def American sade upp kontraktet med Wolfsbane. Något senare blev de framröstade till "UK's Best Unsigned Act", det vill säga Storbritanniens bästa grupp utan kontrakt.
I juni 2010 återförenades gruppen, och under hösten 2011 började man spelade in sin nya skiva, Wolfsbane Save The World. Albumet gavs ut i februari 2012.

## Medlemmar
- Blaze Bayley – sång
- Jason Edwards – gitarr
- Jeff Hateley – basgitarr
- Steve Ellett – trummor

## Diskografi
Studioalbum
- Live Fast, Die Fast – (1989)
- Down Fall the Good Guys – (1991)
- Wolfsbane – (1994)
- Wolfsbane Save the World – (2012)

Livealbum
- Massive Noise Injection – (1993)
- The Lost Tapes: A Secret History – (2012)

Samlingsalbum
- Lifestyles of the Broke and Obscure – (2001)
- Howling Mad Shitheads (The Best of Wolfsbane) – (2009)

EP
- All Hell's Breaking Loose... Down at Little Kathy Wilson's Place – (1990)
- Everything Else – (1994)
- Did It For the Money – (2011)

Demo
- Wolfsbane (demo) – (1985)
- Dancin' Dirty – (1987)
- Wasted but Dangerous – (1988)